# A szám fogalmának fejlődése Piaget elmélete szerint
Jean Piaget konstruktivista szakaszos fejlődéselmélete szerint a matematikai képességek – mint minden más kognitív képesség – folyamatosan alakulnak ki a fejlődés során. Az elmélet szerint a gyermekek megfigyelik, és fokozatosan elvonatkoztatják az őket körülvevő világ szabályszerűségeit. Kezdetben a csecsemők mindenféle absztrakt tudás nélkül léteznek. A fejlődésüket egy egyszerű szenzomotoros rendszer és egy általános tanulási mechanizmus segíti. Ezen képességek segítségével a környezettel való interakció során a gyermek tudása fokozatosan bővül és újraszerveződik. Az újjászerveződés minőségi pszichológiai változásokkal jár, melyeket Piaget fejlődési szakaszoknak nevez.
Ezt a klasszikus elméletet az újabb kutatások több szempontból is megcáfolták. Az eredmények rámutattak arra, hogy a gyermekek már jóval az elmélet által feltételezett életkorban rendelkeznek a számmegmaradás képességével, illetve fejlődésük nem követi mindig a piaget-i szakaszokat sem.

## A számfogalom kialakulása
A gyermekek mindenféle számtani tudás nélkül születnek és éveken át tartó tapasztalatszerzés folytán jönnek rá, hogy a környezet tárgyait manipulálva, azok számossága állandó. Az első lépés a számfogalom kialakuláshoz, hogy a gyermek rendelkezzen a tárgyállandóság felfogásának képességével. Ezt a képességet egyszerűen szokás demonstrálni: a gyermek elől egy tárgyat olyan helyre rakunk, ahol nem láthatja (pl. takaró alá). Ha rendelkezik tárgyállandósággal, akkor a tárgyért nyúl. Ehhez a viselkedéshez birtokolnunk kell azt a tudást, hogy a tárgyak nem szűnnek meg létezni pusztán azért, mert kikerülnek a látóterünkből. A tárgyállandóság az első életév körüli időszakban fejlődik ki.
A második fontos lépés a számfogalom kialakulásához a számmegmaradás fogalmának megértése, melyet 4-5 éves kor körül sajátítunk el. A számmegmaradási tesztben a gyermek elé raknak két sorba ugyanannyi tárgyat. A sorhossz először egyenlő és a gyermeket megkérdezik, hogy melyik típusú tárgyból van több. A legtöbben azt válaszolják, hogy mindkét tárgyból ugyanannyi van. Ezt követően a vizsgálatvezető széthúzza az egyik sor tárgyait és ismét felteszi a kérdést. A gyermekek többsége ekkor azt feleli, hogy abban a sorban van több tárgy, amelyik hosszabb. Piaget az eredményeket úgy magyarázta, hogy 4-5 éves korban a gyermekek még nem rendelkeznek azzal a tudással, hogy a tárgyak elmozdítása nem változtatja meg a számukat.
A piaget-i számfogalom teljes kialakulásához a fentiek mellett ismernünk kell a halmazelmélet alaptörvényeit is, melyek a számtan alapjait képezik. A képességet olyan egyszerű feladatokkal mérik, mint a következő: a gyermeknek nyolc rózsából és két tulipánból álló virágcsokrot mutat a vizsgálatvezető. Ezután megkérdezi a gyermektől, hogy szerinte melyikből van több, rózsából vagy virágból. A legtöbb gyermek 7-8 éves kora előtt azt válaszolja, hogy több rózsa van, mint virág. Piaget szerint a feladat helyes megoldásához tudniuk kell, hogy egy alhalmaznak (rózsa) nem lehet több tagja, mint az eredeti halmaznak (virág).

## Kritikák és új kutatási eredmények
A fenti klasszikus elméletet az újabb kutatások több szempontból is megcáfolták. Az eredmények rámutattak arra, hogy a gyermekek már jóval az elmélet által feltételezett életkorban rendelkeznek a számmegmaradás képességével, illetve fejlődésük nem követi mindig a piaget-i szakaszokat sem. A Piaget által használt klinikai interjú technikát (kérdezz-felelek) felváltották olyan viselkedést mérő kísérleti eljárások, melyek kikerülték a nyelvi beszámolók használatát, ezzel a gyermekek számtani képességét megfelelőbb módon kezdték vizsgálni.
A számmegmaradás képességét például már 2 éves korban is kimutatták, úgy, hogy a tárgyakat M&M édességgel helyettesítették és a gyermekektől nem kérdeztek semmit, pusztán lehetőséget adtak nekik, hogy valamelyik tárgycsoportot válasszák (Mehler és Bever, 1967 idézi Dehaene, 2003). A számmegmaradást így tesztelve a gyermekek a több csokit tartalmazó sort választották, még akkor is, amikor a sorok hossza és az elemek száma között ellentmondás volt (a rövidebb sorban több csoki volt). A szerzők egy másik vizsgálatban azt is kimutatták, hogy a fiatal gyermekek (2 évesek) függetlenül a tárgyaktól (üveggolyók vagy csokik) egyaránt jól teljesítenek a teszten és az idősebbek (4-5 évesek) azok, akiket megzavarnak a vizsgálatvezető kérdései.
A klasszikus elméletbe nem illik bele, hogy a 2 évesek jobban teljesítsenek, mint az idősebbek. Az érdekes eredményeket a gyermekek egy másik képességének kifejlődésével magyarázzák, mely lerontja teljesítményüket a klasszikus számmegmaradási tesztben. Ezt a képességet összefoglaló néven tudatelméletnek nevezi a pszichológia. Ez a képességünk teszi lehetővé, hogy saját magunk és mások mentális tudatállapotaira (érzések, szándékok, vágyak, gondolatok) következtetni tudjunk. A magyarázat szerint az idősebb gyermekek, akik rendelkeznek a tudatelmélet képességével a vizsgálatvezető kérdését úgy értelmezik, hogy az a tárgyak sorainak hosszúságára vonatkozik. A „melyik tárgyból van több?” kérdést a „melyik tárgy sorai hosszabbak” kérdésként értelmezik, így választásuk nem meglepő.

## A csecsemők számtani képességei
Az 1980-as évektől kezdődően a kutatási eredmények rámutatnak arra is, hogy a gyermekek már születésükkor rendelkeznek a számok mentális reprezentálásának képességével. A csecsemők vizsgálatait a legtöbbször a habituációs technikával végzik a kutatók. A módszer azt a jellemzőt használja ki, hogy a csecsemők figyelme a többször bemutatott ingerek iránt lecsökken, mely abban jelentkezik, hogy tekintetüket egyre kevésbé irányítják az ismétlődő ingerre (habituáció). Ha ezek után egy új ingert tapasztalnak, akkor hosszabb ideig nézik azt. A technikát alkalmazva Prentice Starkey amerikai pszichológus 16 és 30 hetes csecsemőknek mutatott két pontból álló képeket. Miután a csecsemők hozzászoktak az ingerekhez a képernyőn hirtelen három pont jelent meg. A csecsemők hosszabban nézték a váratlan eseményt.
Az eredmények alapján levonható az a következtetés, hogy már a csecsemők is meg tudják különböztetni a kettőt a háromtól. A babáknak azonban nem pusztán megkülönböztetési képességeik vannak, hanem a számokhoz tartozó absztrakciós tudással is rendelkeznek. Egyik példa az a kutatás, amiben 7-9 hónapos csecsemők vettek részt. A csecsemők előtt két képernyő volt és közöttük egy hangszóró. Az egyik képernyőn két, míg a másik képernyőn három tárgyat mutattak be egyszerre. Emellett a hangszóróból az egyik képernyőnek megfelelő számú koppanást is lejátszottak. A csecsemők a hallási információt összekötötték a vizuális tárgyak számával: a koppanások számának megfelelő számú tárgyat mutató képernyőt nézték tovább. Az eredményeket úgy értelmezték a kutatók, hogy a csecsemők nem pusztán alacsony szintű látási vagy hallási modalitásokban tudják megkülönböztetni a számokat, hanem képesek ezeket a modalitásokat összekapcsolni egymással. Az információk összekapcsolására feltehetően egy modalitásoktól független, a számok felismerésére evolúciósan kialakult absztrakt modul működése tesz képessé minket.

## Lásd még
- Számérzék
- A számérzék idegrendszeri alapjai